# Opel Frontera
Opel Frontera (укр. Опель Фронтера) — позашляховик, що виготовлявся німецьким автовиробником Opel з 1991 по 2004 рік.
Opel Frontera є ліцензованою копією Isuzu Wizard і Isuzu MU (Frontera Sport). В Австралії вони продавалися як Holden Frontera, а у Великій Британії як Vauxhall Frontera.

## Frontera A (1991–1998)

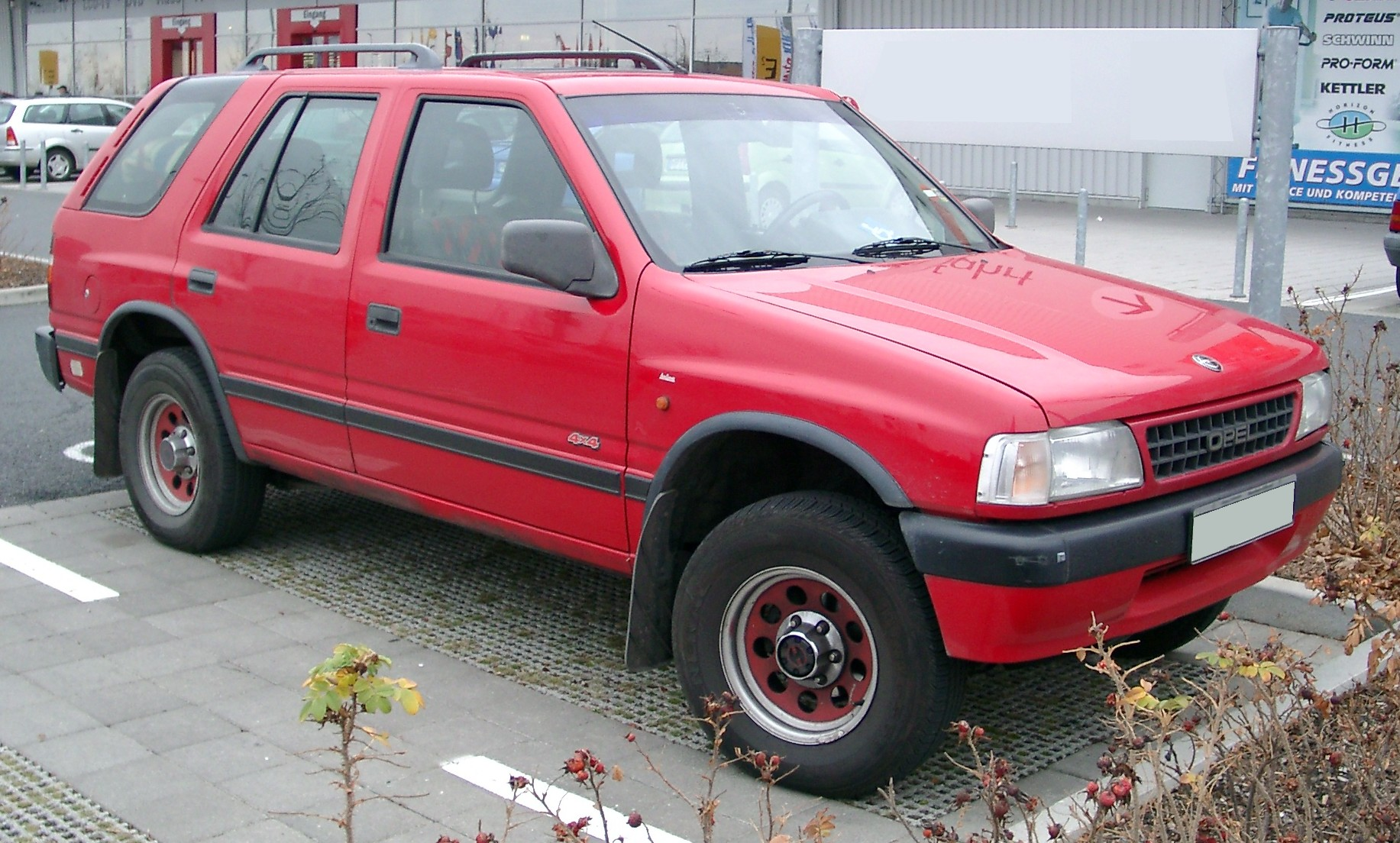
Opel Frontera A

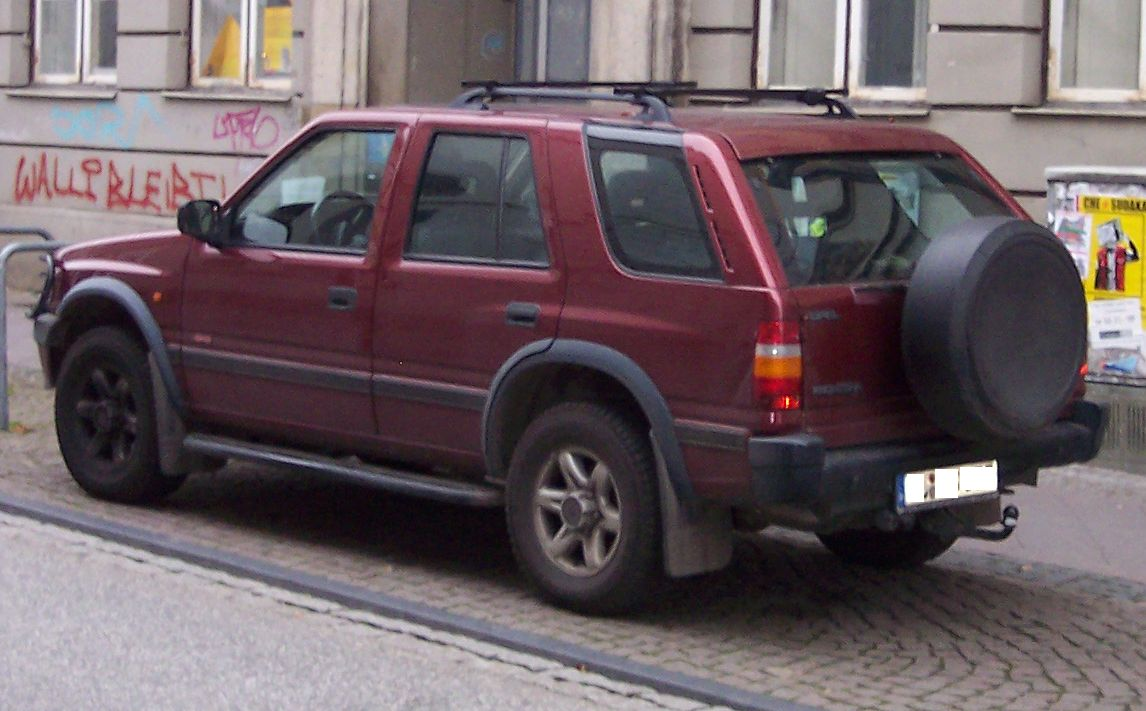
Opel Frontera A

Світова прем'єра Frontera відбулася в 1991 році на Женевському автосалоні. Автомобіль являє собою європеїзований варіант японського позашляховика Isuzu Rodeo. Frontera першого покоління була майже повністю ідентична своєму японському предку. Зміни торкнулися виключно двигунів. Двигун 2.8TDI і механічні трансмісії виготовлялися ISUZU а Японії, всі бензинові двигуни використані на Frontera A - з легкових моделей Opel, в тому числі дизель 2.3D. А дизель 2.5 TDS - італійський, фірми VM. Збирали автомобілі в Англії.
Frontera першого покоління випускалася з двома типами кузова короткообазовому трьохдверному (Frontera Sport зі знімними панелями над заднім сидінням і Frontera Soft Top зі складним тентом над ним) і довгобазовому п'ятидверному (Estate).
Автомобіль використовує систему повного приводу 4WD Part Time.
Гальмівні механізми: спереду - дискові, ззаду - барабанні.
У кінці 1995 року автомобіль модернізували:
Змінили панель приладів, в салоні з'явилися дві подушки безпеки, в задній підвісці ресори замінили пружинами, нижня стулка задніх дверей стала відкидатися не вниз, а в сторону. На ній стали кріпити запасне колесо, яке раніше лежало в багажному відсіку.

### Технічні характеристики
| Модель    | Код двигуна | Циліндри | Клапани | Об'єм см³ | Потужність кВт (к.с.) / об/хв | Крутний момент Нм / об/хв | 0-100 км/год с | Швидкість км/год | Роки виробництва |
| --------- | ----------- | -------- | ------- | --------- | ----------------------------- | ------------------------- | -------------- | ---------------- | ---------------- |
| Бензинові |             |          |         |           |                               |                           |                |                  |                  |
| 2.0 i     | C20NE       | 4        | 8       | 1998      | 85 (115) / 5200               | 170 / 2600                | 17,9           | 157              | 1991–1995        |
| 2.0 i     | X20SE       | 4        | 8       | 1998      | 85 (115) / 5200               | 172 / 2800                | 15,6           | 158              | 1995–1998        |
| 2.2 i 16V | X22XE       | 4        | 16      | 2198      | 100 (136) / 5200              | 202 / 2600                | 13,6           | 161              | 1995–1998        |
| 2.4 i     | C24NE       | 4        | 8       | 2410      | 92 (125) / 5400               | 195 / 2400-2600           | 18,6           | 153              | 1991–1995        |
| Дизельні  |             |          |         |           |                               |                           |                |                  |                  |
| 2.3 TD    | 23DTR       | 4        | 8       | 2260      | 74 (100) / 4200               | 215 / 2200                | 19,3           | 147              | 1991–1995        |
| 2.5 TDS   | VM41B       | 4        | 8       | 2499      | 85 (115) / 3600               | 260 / 1800                | 16,8           | 150              | 1995–1998        |
| 2.8 TDi   | 4JB1T       | 4        | 8       | 2772      | 83 (113) / 3600               | 242 / 2100                | 16,8           | 149              | 1995–1996        |

## Frontera B (1998–2004)

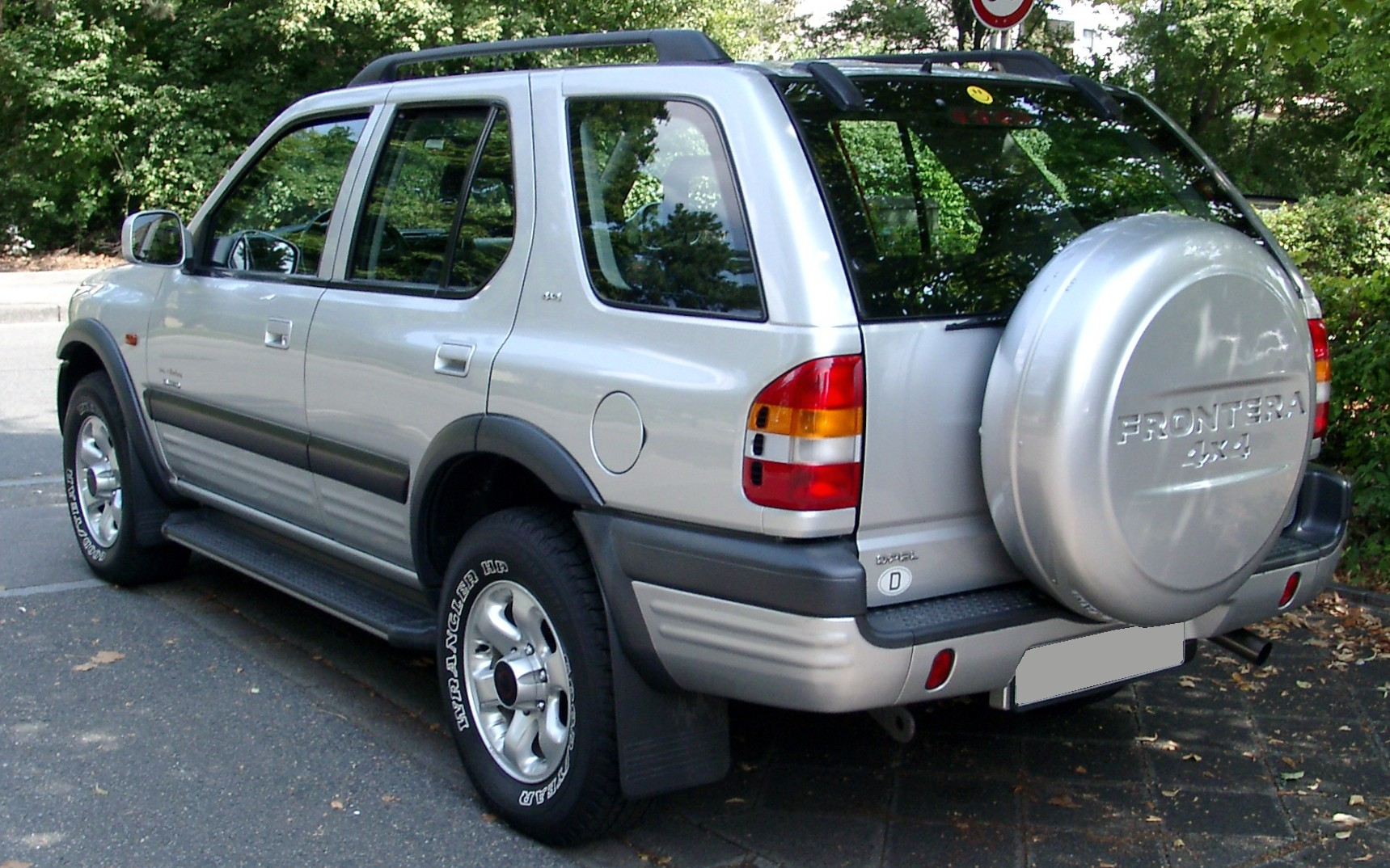
Opel Frontera B

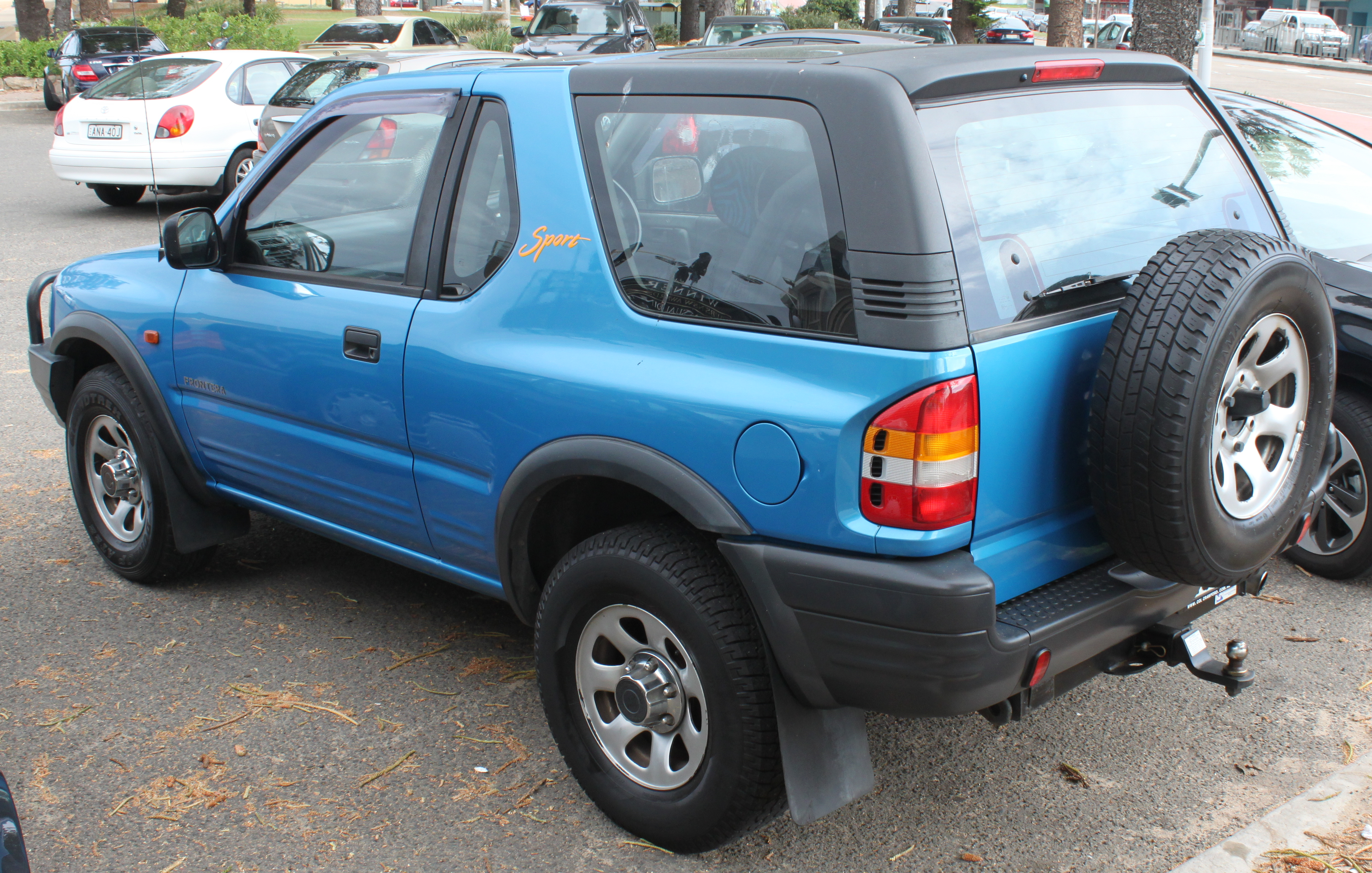
Opel Frontera B Sport

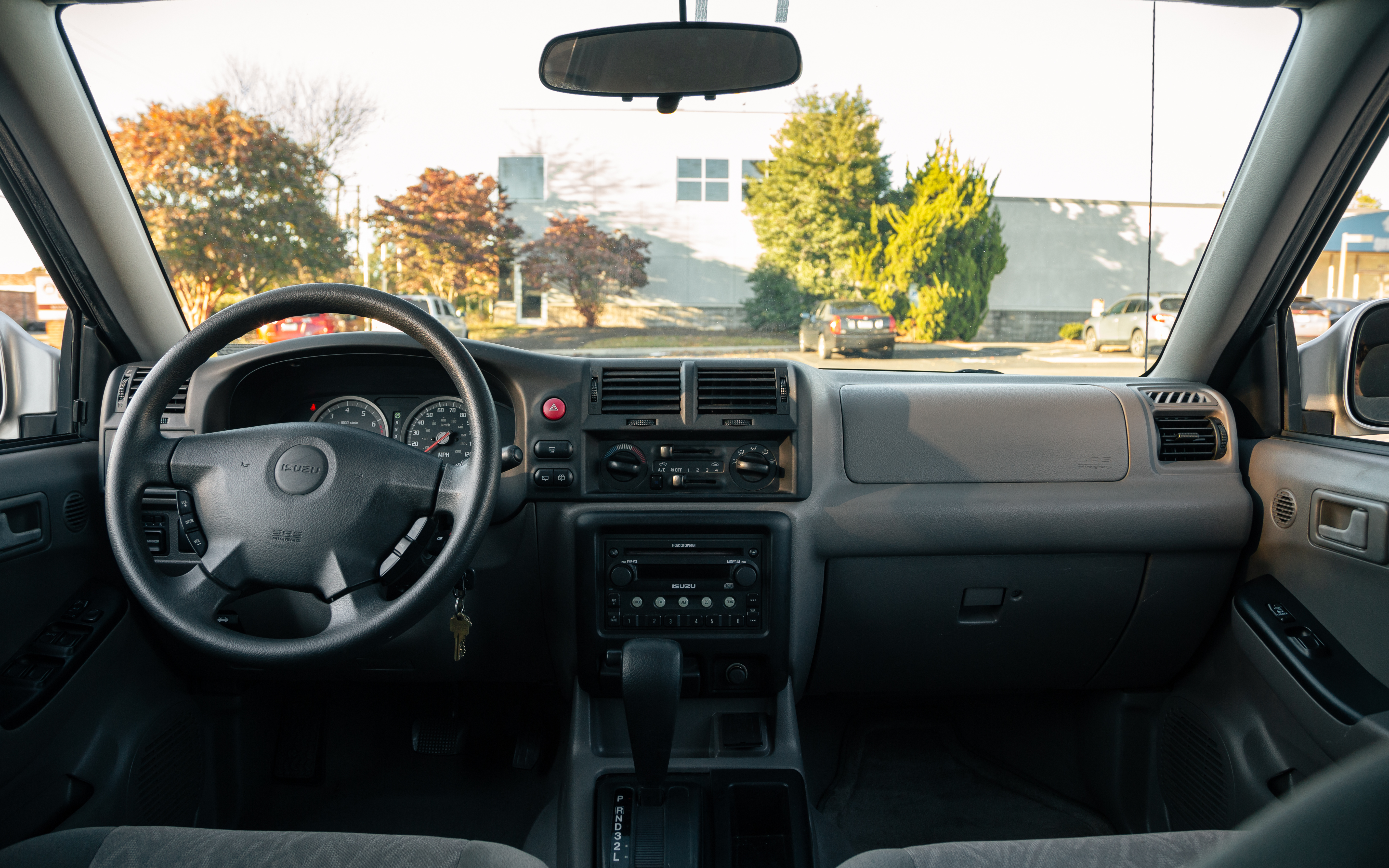

Друге покоління Opel Frontera побачило світ в 1998 році. Зовнішність позашляховика  повністю змінилася. Вона відрізняється від першого більш плавними та округлими лініями. Динаміки екстер'єру додають виділені колісні арки й конфігурація бічних вікон. В стандартне оснащення додали кондиціонер. Frontera B без кондиціонеру рідкість.
У гамі силових агрегатів відбулася заміна. Чотирьохциліндрові 2,0 та 2,4 бензинові двигуни були замінені на 2,2-літровий 16v двигун Ecotec і 3,2-літровий бензиновий V6 від Isuzu.
Старий GMівський 2.3-літровий турбодизель, та архаїчний італійський 2.5TDI від WM більше не ставили. На їх місце прийшов 2.2 літровий турбодизель Y22dth/Y22dtr з механічним насосом високого тиску bosch vp44, розроблений разом із Saab.
Найважливіша новинка - електровакуумна система, яка дозволяє шляхом натискання кнопки включати і відключати повний привід (4WD Part Time)
За додаткову плату на автомобіль з будь-яким двигуном можна було замовити автоматичну 4-х ступеневу трансмісію. Суттєво розширили і список опцій, від бортового компьютера, круїз контролю, шкіряного салону жовтого або чорного кольору, до систем onStar, навігації з вбудованим gsm телефоном nokia.
У порівнянні зі своєю попередницею Frontera другого покоління відрізняється поліпшеною керованістю як на дорозі, так і на бездоріжжі. Наприклад, передня і задня колії стали ширшими на 60 мм, замість рессор з'явилася пружинна задня підвіска, а довжина короткої версії збільшилася на 130 мм. Гальма всі дискові. 
Завдяки оновленим силовим агрегатам, поліпшенню аеродинаміки і додатковій звукоізоляції істотно знизився рівень шуму в салоні.
Безпеку забезпечують дві передніх повнорозмірних подушки безпеки і ремені безпеки з фіксацією. На задніх сидіннях додалися регульовані по висоті підголовники.
Багажне відділення становить 518 літрів. Якщо скласти задні сидіння місткість багажника збільшиться до 1790 літрів. Відкривається в два етапи. Спочатку потрібно підняти верхню скляну частину, потім відвести в сторону орні нижню частину дверей з запаскою.
З 1999 року Frontera набула в базові
й комплектації ABS.
У жовтні 2000 року в комплектацію Sport RS був доданий не дуже економний але потужний 3.2-літровий двигун V6. витрата палива при повсякденному використанні в змішаному циклі складає близько 11.7 л/100 км. В кінці 2001 року були проведені оновлення екстер'єру Опель Фронтера, що включали: нову хромовану радіаторну решітку, інші фари, оббивку салону, панель приладів  і змінений дизайн дисків. 
Модельний ряд поповнили сучасними версіями RS і Limited. З 2001 модельного року випускається варіант комплектації Opel Frontera Sport Olympus. Випуск цієї моделі приурочений до Олімпіади 2000 року. 
У 2004 році виробництво автомобіля Opel Frontera було припинено.

### Технічні характеристики
| Модель      | Код двигуна | Циліндри | Клапани | Об'єм см³ | Потужність кВт (к.с.) / об/хв | Крутний момент Нм / об/хв | 0-100 км/год с | Швидкість км/год | Роки виробництва |
| ----------- | ----------- | -------- | ------- | --------- | ----------------------------- | ------------------------- | -------------- | ---------------- | ---------------- |
| Бензинові   |             |          |         |           |                               |                           |                |                  |                  |
| 2.2 16V     | X22SE       | 4        | 16      | 2198      | 100 (136) / 5200              | 202 / 2500                | 14,0           | 161              | 1998–2000        |
| 2.2 16V     | Y22SE       | 4        | 16      | 2198      | 100 (136) / 5200              | 202 / 2500                | 14,0           | 161              | 2000–2004        |
| 3.2 V6      | 6VD1-W      | 6        | 24      | 3165      | 151 (205) / 5400              | 290 / 3000                | 9,7            | 192              | 1998–2004        |
| Дизельні    |             |          |         |           |                               |                           |                |                  |                  |
| 2.2 DTI 16V | X22DTH      | 4        | 16      | 2171      | 85 (115) / 3800               | 260 / 1900                | 13,9           | 154              | 1998–2000        |
| 2.2 DTI 16V | Y22DTH      | 4        | 16      | 2171      | 85 (115) / 3800               | 260 / 1900                | 13,9           | 154              | 2000–2002        |
| 2.2 DTI 16V | Y22DTH      | 4        | 16      | 2171      | 88 (120) / 3800               | 280 / 1900                | 14,5           | 158              |                  |